# Stresa
Stresa és un municipi italià, situat a la regió del Piemont, a la província de Verbano-Cusio-Ossola. L'any 2017 tenia 4957 habitants empadronats. Situat davant les Illes Borromees, a la vora del llac Maggiore, és una localitat molt turística.
A l’època romana, la Via Severiana Augusta passava per Stresa, una via consular romana que connectava Mediolànum (actual Milà) amb Verbannus Lacus(llac Verbano o llac Maggiore, i d’aquí al Pas del Simplon.
La primera font històrica que esmenta l'existència de Stresa és un pergamí del 998, en què el lloc s'anomena Strixia, una forma confirmada per una font del 1249; el 1220 apareix com a Strexia. El 1927 els antics municipis de Chignolo Verbano, Brisino i el 1928 Magognino van passar a formar part del municipi. Entre el 10 i el 14 d'abril de 1935 s'hi celebrà l'anomenada Conferència de Stresa entre França, el Regne Unit i Itàlia, que denuncià la violació alemanya del Tractat de Versalles i constituí el Front de Stresa.